# Carlia johnstonei
Carlia johnstonei (райдужний сцинк коричневий) — вид сцинкоподібних ящірок родини сцинкових (Scincidae). Ендемік Австралії. Вид названий на честь австралійського герпетолога Рональда Еріка Джонстона.

## Поширення і екологія
Коричневі райдужні сцинки мешкають на крайній півночі Західної Австралії, в регіоні Кімберлі. Вони живуть у вологих тропічних лісах, в заростях спінніфексу, в густих заростях в ярах і на берегах струмків. Віддають перевагу вологим місцевостям, зокрема мусонним лісам. Зустрічаються на висоті до 290 м над рівнем моря.